# Philipp Stursberg
Philipp Stursberg (12 ottobre 1979) è un ex giocatore di football americano e allenatore di football americano tedesco, che ha giocato come linebacker.

## Palmarès
- 2 Europei (2010, 2014)
- 1 Europeo Under-19 (1998)
- 1 Oberliga Nord (Lübeck Cougars, 1999)